# Onyx (revistă)
Onyx este o revistă de literatură, civilizație și atitudine editată de Centrul de excelenta în promovarea creativității românesti Londra (UK ) și difuzată în Marea Britanie, România și alte țări ale lumii. Apare ca ediție tipărită pe suport hârtie  și ca fișier pdf. pe Internet. 

## Colaboratori
Fondatorii revistei sunt Ioan Mititelu (Vaslui), Dorina Șișu (Dublin,Irlanda), Constantin Hușanu (Iași). Redactor șef Ioan Mititelu, secretar general de redacție Constantin Hușanu.În revistă pot fi regăsite nume sonore dintre membrii Uniunii Scriitorilor din România și autori din diaspora precum Nichita Danilov, Lucian Vasiliu, Emilian Marcu, Theodor Codreanu, Liviu Pendefunda, George Popa, George Roca (Australia), George Stanca, Eugen Evu, Emil Brumaru, Gheorghe Neagu, Adrian Botez, Paul Vinicius, Ovidiu Pecican, Ioan Baban, Cornelia Păun Heinzel și mulți alții.

## Articole
Publicația apare cu o periodicitate de o dată la două luni și cuprinde proză, poezie, eseu, cronică literară, interviu, etc….

## Aprecieri
Ion Scorobete
Revista este splendidă. Sobră, lucrată cu gust iar textele sunt de calitate…
Angela Nache Mamier (Franța)
Am citit cu plăcere paginile acestei generoase reuniuni de spirite și vă doresc o viață lungă și plină de reușite, care vor fi incontestabile...
Ana Dumitrescu
…În haină frumoasă de deplină sărbătoare, cum îi stă bine Noului născut, revista Onix, producție a Centrului Cultural Român din Dublin (Irlanda) - Director Dorina Șișu, redactor șef Ioan Mititelu - menită să sădească boabe de literatură, civilizație și atitudine pentru românii de acasă și cei din diaspora, bucură privirea și sufletele noastre prin cromatică, texte alese, bine prezentate în pagină, autori și cuprinsul scrierilor lor, nu neapărat festiviste, dar cu răspuns la viața cotidiană.
Salutăm strădania și reușita demersului promovat de Conducera publicației, a Colectivului redacțional, dar și a autorilor care s-au întrecut în a ne informa cu de toate din ceea ce este astăzi esențial în cultura română, fapt pentru care vă felicităm și vă urăm numere multe, tot așa de interesante și cu autori pe măsură.
Declarându-ne mândri de ceea ce ați realizat ca români, ne anunțăm și participarea noastră ca autori, cititori și răspânditori ai revistei pe care o simțim ca reprezentându-ne.
Emanuel Stoica (Austria)
A fost o plăcere să văd revista în format PDF. Sunt convins că arată la fel de bine și în varianta tipărită. Este o bijuterie. Vă felicit și sunt onorat că am putut colabora chiar la acest prim număr. Mult succes în continuare, sa fie într un ceas bun!